# Theodo I
Theodo I (ca.† 680) was hertog van de Bajuwaren uit Beieren van ongeveer 640 tot 680. Soms wordt hij ook wel Theodo IV genoemd. De geschiedkundige bronnen over Beieren in de 7de eeuw zijn zwak en weinig betrouwbaar. De informatie in dit artikel is dan ook grotendeels gebaseerd op indirecte conclusies.

## Biografie
Hertog Theodo I komt uit de dynastie van de Agilolfingen. Hij regeerde vanuit Regensburg, de hoofdstad van de provincia baiuvariorum. 
Met zijn vrouw Gleisnod, dochter van hertog Gisulf II van Friuli, had hij twee kinderen, een zoon en opvolger, Lantpert, en een dochter Uta. Bisschop Emmeram van Regensburg vestigde zich in die tijd aan het hof.
Volgens de legende was zijn dochter Uta zwanger van een onbekende minnaar en was zij bang voor de woede van haar vader en broer. Daarom bood Emmeran aan om de schuld op zich te nemen. Toen Uta gedwongen werd om de naam van haar minnaar te noemen, noemde ze inderdaad de naam van Emmeran. Daarop achtervolgde Lantpert, Emmeran en doodde hem.
Zijn directe opvolger was zijn zoon Landfried / Lantpert, die na een korte regeerperiode werd opgevolgd door Theodo II.